# A Tellada (Junquera de Ambía)
A Tellada es una aldea situada en la parroquia civil de Abeleda, dentro del municipio de Junquera de Ambía, en la provincia de Orense, comunidad autónoma de Galicia, España.

## Demografía
Según datos del Instituto Nacional de Estadística, la aldea contaba con 15 habitantes en el año 2022.
| Gráfica de evolución demográfica de A Tellada entre 2000 y 2022                |
|                                                                                |
| Datos según el Nomenclátor publicado por el Instituto Nacional de Estadística. |